# Scream Queens (2015)
Scream Queens é uma série de televisão norte-americana de horror e comédia satírica, exibida na rede Fox em 2015 e 2016, criada por Ryan Murphy, Brad Falchuk e Ian Brennan e produzida por Murphy, Falchuk, Brennan e Alexis Martin Woodall e pela 20th Century Fox Television, Ryan Murphy Productions, Brad Falchuk Teley-vision e Prospect Films.
Em 15 de janeiro de 2016, a Fox renovou a série para uma segunda temporada. Emma Roberts, Abigail Breslin, Billie Lourd, Lea Michele, Jamie Lee Curtis, Niecy Nash, Glen Powell e Keke Palmer retornaram para reprisar seus papéis, enquanto Taylor Lautner, John Stamos, James Earl e Kirstie Alley entraram para o elenco. Em vez da universidade, a segunda temporada foi ambientada em um hospital e produzida em Los Angeles, Califórnia.
O programa foi cancelado em 15 de maio de 2017, após duas temporadas. Mas em maio de 2020, Murphy confirmou que havia começado a trabalhar na terceira temporada da série.

## Sinopse

### 1ª Temporada
A primeira temporada da série norte-americana foi ao ar na Fox de 22 de setembro de 2015 a 20 de dezembro de 2016,, se concentra na irmandade Kappa Kappa Tau na Wallace University, liderada por Chanel Oberlin (Emma Roberts) e suas seguidoras Chanels #2 (Ariana Grande), #3 (Billie Lourd) e #5 (Abigail Breslin), que são ameaçadas pela reitora Cathy Munsch (Jamie Lee Curtis). Os eventos reacendem um mistério de assassinato de 20 anos, com o ressurgimento do serial killer vestido como o mascote do Red Devil (Demônio Vermelho), que começa a atacar os membros da irmandade.

### 2ª Temporada
Após descobrirem a verdadeira identidade do Diabo Vermelho, as Chanels e Zayday são convidadas a se juntar, como estudantes de medicina, ao hospital que a reitora Munsch comprou onde os casos mais bizarros e fascinantes acontecem. A reitora recruta novos doutores, Cassidy Cascade (Taylor Lautner) e Brock Holt (John Stamos). Quando um novo assassino, vestido com uma fantasia de Monstro Verde, começa a matar os pacientes, todos se unem pra juntar pistas e desmascarar o novo assassino.

## Elenco e personagens

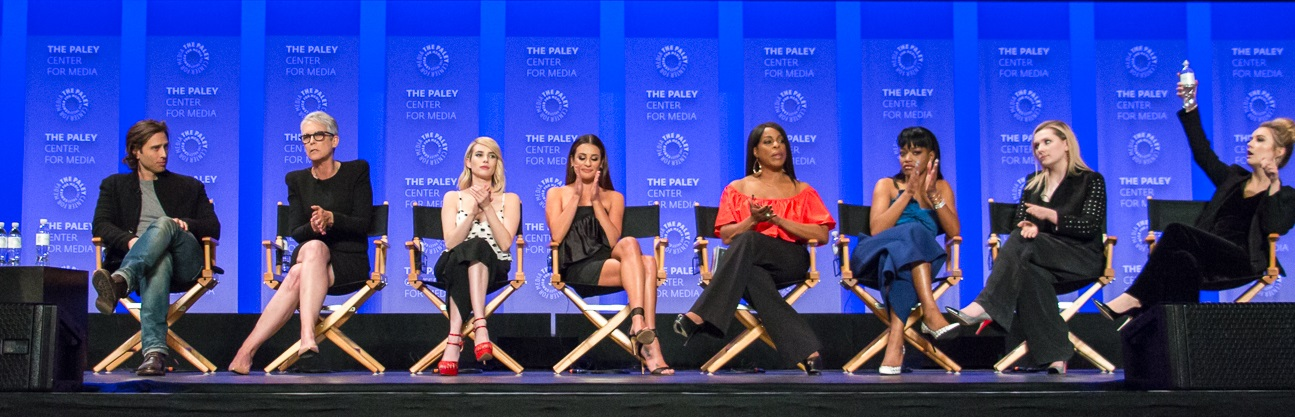
Elenco de Scream Queens no Paleyfest de 2016.
Da esquerda para a direita: Brad Falchuk, Jamie Lee Curtis, Emma Roberts, Lea Michele, Niecy Nash, Keke Palmer, Abigail Breslin, Billie Lourd

### Principal
- Emma Roberts como Chanel Oberlin
- Skyler Samuels como Grace Gardner (1.ª temporada)
- Lea Michele como Hester Ulrich / Chanel #6
- Glen Powell como Chad Radwell (1.ª temporada; recorrente 2.ª temporada)
- Diego Boneta como Pete Martinez (1.ª temporada)
- Abigail Breslin como Libby Putney / Chanel #5
- Keke Palmer como Zayday Williams
- Oliver Hudson como Weston "Wes" Gardner (1.ª temporada; participação 2.ª temporada)
- Nasim Pedrad como Gigi Caldwell / Jess Meyer (1.ª temporada)
- Lucien Laviscount como Earl Grey (1.ª temporada)
- Billie Lourd como Sadie Swenson / Chanel #3
- Jamie Lee Curtis como Reitora / Dra. Cathy Munsch
- Kirstie Alley como Enfermeira Ingrid Hoffel (2.ª temporada)
- Taylor Lautner como Dr. Cassidy Cascade (2.ª temporada)
- James Earl como Chamberlain Jackson (2.ª temporada)
- John Stamos como Dr. Brock Holt (2.ª temporada)

### Recorrente
- Niecy Nash como Denise Hemphill
- Nick Jonas como Boone Clemens (1.ª temporada)
- Breezy Eslin como Jennifer (1.ª temporada)
- Jeanna Han como Sam (1.ª temporada)
- Aaron Rhodes como Rodger (1.ª temporada)
- Austin Rhodes como Dodger (1.ª temporada)
- Evan Paley como Caulfield Mount Herman (1.ª temporada)
- Anna Grace Barlow como Bethany Stevens / Mary Mulligan (1.ª temporada)
- Grace Phipps como Mandy Greenwell (1.ª temporada)
- Jim Klock como Detective Chisolm (1.ª temporada)
- Jan Hoag como Ms. Agatha Bean (1.ª temporada)
- Lo Graham como Co-Ed Girl (1.ª temporada)
- Trilby Glover como Jane Hollis (2.ª temporada)
- Jerry O'Connell como Dr. Mike (2.ª temporada)
- Laura Bell Bundy como Enfermeira Thomas (2.ª temporada)
- Andy Erikson como Marguerite Honeywell / Chanel #7 (2.ª temporada)
- Riley McKenna Weinstein como Daria Janssen / Chanel #8 (2.ª temporada)
- Dahlya Glick como Andrea / Chanel #10 (2.ª temporada)

### Participação
- Ariana Grande como Sonya Herfmann / Chanel #2 (1ª temporada)
- Chad Michael Murray como Brad Radwell (1.ª temporada)
- Colton Haynes como Tyler (2.ª temporada)
- Brooke Shields como Dr. Scarlett Lovin (2.ª temporada)

## Episódios
| Temporada | Temporada | Episódios | Episódios | Originalmente exibido  | Originalmente exibido  |
| Temporada | Temporada | Episódios | Episódios | Estreia da temporada   | Final da temporada     |
| --------- | --------- | --------- | --------- | ---------------------- | ---------------------- |
|           | 1         | 13        | 13        | 22 de setembro de 2015 | 8 de dezembro de 2015  |
|           | 2         | 10        | 10        | 20 de setembro de 2016 | 20 de dezembro de 2016 |

## Produção

### Desenvolvimento
Brad, Ian e eu, nós três, sempre fomos obcecados com o gênero slasher dos anos 80/início dos anos 90 que sempre foi sobre jovens e sempre sobre a idade. Então nós adoramos isso e decidimos ser inspirados por essa ideia. Esse foi o impulso disso.

—Co-creator Ryan Murphy sobre o início da série.
Em 20 de outubro de 2014, a Fox Broadcasting Company anunciou que havia encomendado uma temporada de 15 episódios de Scream Queens (incluindo uma segunda temporada no contrato original), criada por Ryan Murphy, Brad Falchuk e Ian Brennan, que também co-criaram Glee, porém mais tarde foi reduzida para 13 episódios. A série foi produzida por Murphy, Falchuk, Brennan e Dante Di Loreto. A série estreou em setembro de 2015. Murphy afirmou que a cada episódio um membro do elenco será morto, dizendo: "É muito parecido com Ten Little Indians. Há um fator de sintonia real porque é como, quem vai ser escolhido esta semana? E também quem é o assassino? A cada episódio, você tem pistas sobre quem será o assassino e então todas essas pistas se acumulam." A série não é completamente antológica por natureza, com Murphy afirmando: "Quem sobreviver — e haverá pessoas que sobreviverão — irá para a próxima temporada em um novo local e um novo terror. Ao contrário de American Horror Story (série semelhante, também de Murphy e Falchuk), que reinicia completamente, Scream Queens tem alguma continuidade, em que alguns dos personagens e alguns dos relacionamentos continuam em um novo mundo.
Falchuk compartilhou uma visão sobre a tomada de decisão de quem seria o(s) assassino(s), dizendo: "Decidimos logo no início. Nós conversamos sobre o que é isso - Quem é o assassino? O que é? - para que sempre soubéssemos seguir em frente. Nesse processo, tivemos momentos em que pensamos: 'E se, em vez dessa pessoa, seja essa pessoa?' Então falamos sobre isso, e sempre voltamos ao nosso plano original." Elaborando mais sobre a natureza de uma narrativa Quem matou? Falchuk afirmou: "Temos muito cuidado para que alguém leia o roteiro o tempo todo e tente entender quem foi atacado, quando foi atacado, por que foi atacado, e se for possível que estejamos eliminando alguém como suspeito ao fazer isso. A resposta sempre tem que ser não, porque sabemos como são os fãs. Eles fazem grandes gráficos sobre quem é o assassino, e então alguém descobre. Eu acho que é muito divertido [a narrativa] Quem matou?, mas também, alguém vai descobrir isso. No final do episódio um, alguém vai descobrir, porque é isso que as pessoas fazem."
Falchuk falou longamente sobre os processos de tomada de decisão sobre quem morrerá em cada episódio, "É mais difícil escalar e dirigir atores que você sabe que vai ter que matar. Depois de entrar no set e trabalhar com eles, às vezes eles são tão bons que se tornam desafiadores". O criador continuou, "...quando conhecemos a atriz que interpretou a Taylor Swift surda, ela foi tão engraçada que nos reunimos e dissemos: 'Existe uma maneira de não matá-la e talvez matar outra pessoa?' E é tipo não, nós amamos todo mundo, e também meio que se encaixa com a história, então tivemos que seguir em frente." 
Falando sobre a natureza complicada de terror/comédia do programa, Falchuk afirmou: "A maneira como você encontra o equilíbrio é entendendo que, quando faltam alguns ingredientes, certos ingredientes são superfortes e o sabor é tão forte que se você usar demais, estraga toda a sopa. Horror é algo que tem um sabor muito forte, então apenas pequenas gotas dele é a melhor receita." A série é um comentário sobre "cultura jovem e cultura universitária", com personagens como a reitora Munsch e Wes Gardner fornecendo comentários adultos. "Ele está conectado de uma forma que é mais difícil para ele ser objetivo, porque a filha dele, Grace, está lá. Então você tem a reitora, e ela vive vendo essa cultura se desenvolver ao longo de seus anos como educadora, e ela está reagindo a isso."
Em setembro de 2015, foi revelado que a rainha do grito Heather Langenkamp estava por trás dos efeitos especiais da série.

### Casting

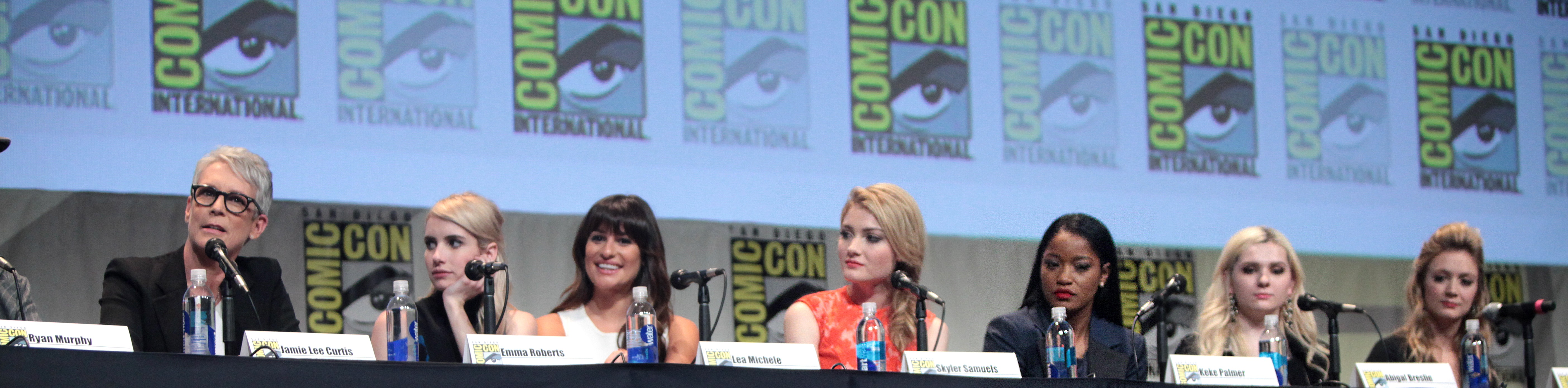
Elenco de Scream Queens na Comic Con de 2015.
Da esquerda para a direita: Jamie Lee Curtis, Emma Roberts, Lea Michele, Skyler Samuels, Keke Palmer, Abigail Breslin, Billie Lourd

É Mean Girls que se encontra com Friday the 13th. Eu acho que é engraçado, é assustador e todo mundo está usando Chanel. Que outras razões você precisa [para assistir]?

—Emma Roberts protagonista da série
Em dezembro de 2014, foi relatado que Emma Roberts e Jamie Lee Curtis seriam apresentados como membros regulares da série. Em janeiro de 2015, Lea Michele, Joe Manganiello, Keke Palmer e Abigail Breslin se juntaram ao elenco principal da série, assim como a atriz/cantora Ariana Grande em um papel recorrente. Mais tarde naquele mês, o The Hollywood Reporter confirmou que Nick Jonas apareceria ao longo da primeira temporada. Em fevereiro de 2015, Billie Lourd e Skyler Samuels se juntaram ao elenco principal da série. No final do mês, Niecy Nash se juntou ao elenco recorrente como Denise, uma segurança de pontapé inicial; e Lucien Laviscount, Diego Boneta e Glen Powell foram confirmados como regulares.
Em março de 2015, Nasim Pedrad foi escalado como membro regular da série. Em 13 de março, Manganiello foi forçado a deixar a série, devido a obrigações de publicidade para seu filme Magic Mike XXL. Oliver Hudson foi contratado como seu substituto. Em 24 de junho, foi anunciado que Charisma Carpenter e Roger Bart interpretariam os pais de Chanel #2. Em agosto de 2015, Philip Casnoff foi escalado como o marido de Cathy. Em setembro de 2015, Murphy anunciou, através de seu twitter, que Patrick Schwarzenegger havia se juntado ao elenco. Ele interpretou o irmão mais novo de Chad, Thad. O irmão mais velho de Chad, Brad, foi interpretado por Chad Michael Murray; enquanto Alan Thicke e Julia Duffy foram escalados como Sr. e Sra. Radwell.
John Stamos, Taylor Lautner, e Colton Haynes se juntaram ao elenco para a segunda temporada. Em 28 de julho de 2016, foi anunciado que Jerry O'Connell e Laura Bell Bundy teriam papéis recorrentes.

### Filmagens
Ryan, Brad e Ian são gênios, e eles acertam. Eles acertam como uma dupla, e eles acertam como um trio. Então eu confio no Ryan com a minha vida – literalmente, minha carreira, minha vida, o que quer que seja o que ele quer que eu faça. Quer que eu use uma cinta no pescoço e fale sobre como adoro fazer sexo com cadáveres? Eu sou todo sua.

—Lea Michele em trabalhar com os criadores da série.
A série começou a ser gravada em 12 de março de 2015, em New Orleans, Louisiana. Cenas exteriores do campus foram filmadas na Universidade de Tulane. O programa completou as filmagens do episódio piloto em abril de 2015, com as filmagens dos demais episódios da primeira temporada começando no início de junho de 2015. Murphy, Brennan, e Falchuk foram considerados os únicos diretores da primeira temporada; no entanto, isso foi mais tarde provado não ser o caso.
Curtis filmou uma intrincada homenagem à cena clássica do chuveiro de sua mãe, Janet Leigh, em Psycho. Falchuk falou sobre hesitar em incluir a cena: "Eu pensei: 'Posso fazer isso? Eu preciso perguntar a ela?' Então eu escrevi e então recebi uma mensagem dela muito rapidamente depois que ela leu o roteiro. A mensagem dela era: 'Nós precisamos fazer isso shot-for-shot.' Então, típica de Jamie Lee, ela começou a me enviar todos os sites e tumblrs com cada cena apresentada e esboçada." Curtis comprou uma empresa de cartões comemorativos que tinha a imagem de sua mãe gritando e colocou uma perto do monitor. Ela viu a cena Psycho várias vezes entre as tomadas, combinando os menores detalhes, como qual mão alcança a barra de sabão e contrações do olho. "É um grande negócio e não levo isso a sério", concluiu Falchuk, "... o fato de ela ter ido dessa forma foi muito comovente para mim."
A segunda temporada viu a produção mudar de New Orleans, Louisiana, para Los Angeles, Califórnia; depois de marcar um crédito fiscal significativo. As filmagens começaram em julho de 2016.

#### Sequência de abertura
A sequência de abertura da série apresenta Roberts, Michele, Samuels, Palmer, Boneta, Powell, Breslin e Lourd em uma homenagem aos filmes de terror dos anos 80. A canção de fundo, trata-se de uma canção original feita especialmente para a série, chamada "You Belong To Me", que é cantada pela cantora Heather Heywood. A canção foi composta por Heather Heywood e Mac Quayle e produzida por Alexis Martin Woodall.

## Marketing
Em 13 de fevereiro de 2015, a FOX lançou o primeiro teaser trailer da série no YouTube. Em 13 de março, foi lançado um segundo teaser trailer, com a participação de Roberts, e outro teaser foi ao ar durante a final da primeira temporada da série Empire, com a participação de Palmer. Em 9 de abril de 2015, outro teaser foi lançado com a participação de Roberts, e mais um teaser em 27 de abril. Mais tarde no mesmo mês, Entertainment Weekly divulgou uma série de cartazes exclusivos. Em abril de 2015, a Six Flags lançou uma arte exclusiva do poster da série. Em 19 de maio de 2015, o primeiro trailer da série foi lançado. Em 1 de julho de 2015, posteres de todos os atores da série foram liberados.

## Exibição
A série teve sua estreia mundial na Comic-Con de 2015, em julho. No final de agosto, exibições gratuitas do piloto junto com outros dois novos episódios pilotos da Fox foram realizadas em cidades selecionadas. Nos Estados Unidos, estreou na Fox em 22 de setembro de 2015.
No Brasil, Scream Queens teve estreia simultânea com os Estados Unidos, através do canal pago de TV, FOX, em versão legendada. A exibição simultânea com a americana ocorreu até o episódio "Chainsaw", a partir do episódio "Haunted House" a série foi ao ar às quartas-feiras em versão legendada e às segundas-feiras em versão dublada.[carece de fontes?]

## Dublagem
A dublagem da série no Brasil é feita pelo estúdio Dubbing & Mix.[carece de fontes?]
| Ator             | Personagem                 | Dublador(es)                           |
| ---------------- | -------------------------- | -------------------------------------- |
| Emma Roberts     | Chanel Oberlin             | Kate Kelly                             |
| Skyler Samuels   | Grace Gardner              | Tarsila Amorim                         |
| Lea Michele      | Hester Ulrich / Chanel #6  | Fernanda Bullara                       |
| Glen Powell      | Chad Radwell               | Spencer Toth                           |
| Diego Boneta     | Pete Martínez              | Diego Lima                             |
| Abigail Breslin  | Libby Putney / Chanel #5   | Priscila Ferreira                      |
| Keke Palmer      | Zayday Williams            | Priscilla Concepcion (até episódio 8)  |
| Keke Palmer      | Zayday Williams            | Carol Valença (a partir do episódio 9) |
| Oliver Hudson    | Weston Gardner             | Felipe Grinnan                         |
| Nasim Pedrad     | Gigi Caldwell / Jess Meyer | Tatiane Keplmair                       |
| Billie Lourd     | Sadie Swenson / Chanel #3  | Letícia Bortoletto                     |
| Jamie Lee Curtis | Cathy Munsch               | Cecília Lemes                          |
| Recorrente       |                            |                                        |
| Nick Jonas       | Boone Clemens              | Robson Kumode                          |
| Niecy Nash       | Denise Hemphill            | Alessandra Merz                        |
| Breezy Eslin     | Jennifer                   | Maíra Paris                            |
| Jeanna Han       | Sam                        | Lia Mello                              |
| Jan Hoag         | Agatha Bean                | Arlete Montenegro                      |
| Ariana Grande    | Sonya Herfmann / Chanel #2 | Flora Paulita                          |
| Jim Klock        | Detetive Chisholm          | Wilken Mazzei                          |

## Recepção

### Resposta da crítica
Scream Queens teve uma recepção mista positiva por parte da crítica especializada. O Rotten Tomatoes deu a primeira temporada a classificação de 68% com base em 56 comentários críticos, com o consenso crítico "Muito mau gosto para os telespectadores regulares e muito bobo para os entusiastas de horror, Scream Queens não satisfaz." O Metacritic deu a primeira temporada 59 de 100 pontos baseados em 33 comentários críticos, indicando "comentários mistos ou médios". O revisor do IGN, Terri Schwartz, deu uma avaliação muito positiva da estréia de duas horas, dando-lhe um 9.7 dos 10 e dizendo: "Ryan Murphy trabalhou sua mágica na TV novamente com um início matador para Scream Queens. A partir da atuação, do figurino à escrita, tudo sobre esse conceito e execução funciona. Scream Queens é tão engraçado e autoconsciente quanto deve ser para não entediar o público, mas também oferece mistério e intriga o suficiente para manter até o maior dos céticos entretido." Ed Power, do The Telegraph, também deu à estreia uma crítica positiva, premiando-a com quatro de cinco estrelas. Brian Lowry, da Variety, comentou em sua análise do episódio final, "O verdadeiro gênio de Murphy vem da capacidade de promover seus programas por meio da concepção e do elenco, a desvantagem é que essas qualidades têm o mau hábito de superar a execução", antes observando "A grande revelação no final não foi particularmente reveladora, principalmente porque a narrativa tinha sido uma bagunça tão louca nas semanas anteriores que qualquer suspense havia se dissipado há muito tempo."
A segunda temporada coletou apenas seis avaliações no Rotten Tomatoes, todas analisando apenas a estreia, relatando um índice de aprovação de 83% com uma classificação média de 7.1/10, e não forneceu consenso crítico. As classificações de visualização médias da Nielsen para a segunda temporada foram cerca de metade da primeira temporada, incluindo uma redução de 48% na visualização ao vivo e de 51,2% na visualização "ao vivo + 7 dias DVR". Orly Greenberg, do Observer, fez uma avaliação mista da estreia da segunda temporada, elogiando a adição de John Stamos como uma adição positiva, mas notou problemas na execução geral, afirmando que "a segunda temporada parece um pouco mais forte do que o semi-desastre anterior de uma temporada no ano passado... Seu tom é disperso [e] sua atuação é inconsistente na melhor das hipóteses. " Em sua análise do final, ela declarou: "Este final de temporada não resolveu nada, principalmente porque não havia nada a resolver. Esta foi honesta e verdadeiramente a temporada mais anticlímax que já vi... nem misteriosa nem intrigante. Em vez disso  estava vagamente apenas... presente." Brian Moylan do Vulture comentou em sua revisão final que "nada nesta temporada fazia sentido. [Scream Queens] no seu melhor [é] um deleite exagerado que não precisa de lógica porque tem inteligência, atrevimento e muita malícia para manter  tudo zumbindo. Esta temporada faltou tudo isso. Parecia uma recauchutagem esfarrapada de uma ideia que perdeu força 15 episódios atrás." Ele deu ao final duas de cinco estrelas.

### Audiência
| Temporada | Horário (ET)       | N.º Ep. | Estreia                | Estreia                | Final                  | Final                  | Temporada de TV | Média de audiência | Média de audiência | Média de audiência |
| Temporada | Horário (ET)       | N.º Ep. | Data                   | Audiência (em milhões) | Data                   | Audiência (em milhões) | Temporada de TV | Rank               | Ao vivo+7          | Ao vivo            |
| --------- | ------------------ | ------- | ---------------------- | ---------------------- | ---------------------- | ---------------------- | --------------- | ------------------ | ------------------ | ------------------ |
| 1         | Terça-feira 21:00. | 13      | 22 de setembro de 2015 | 4.04                   | 8 de dezembro de 2015  | 2.53                   | 2015–16         | #103               | 4.72               | 2.79               |
| 2         | Terça-feira 21:00. | 10      | 20 de setembro de 2016 | 2.17                   | 20 de dezembro de 2016 | 1.37                   | 2016–17         | #115               | 2.28               | 1.45               |

### Prêmios e nomeações
| Ano  | Premiação                                    | Categoria                                                                 | Indicados                                           | Resultado |
| ---- | -------------------------------------------- | ------------------------------------------------------------------------- | --------------------------------------------------- | --------- |
| 2015 | Critics' Choice Television Awards            | Nova série mais emocionante                                               | Scream Queens                                       | Venceu    |
| 2016 | Dorian Awards                                | Programa de TV Exagerado do ano                                           | Scream Queens                                       | Indicado  |
| 2016 | People's Choice Awards                       | Nova comédia de TV favorita                                               | Scream Queens                                       | Venceu    |
| 2016 | People's Choice Awards                       | Atriz favorita em nova série de TV                                        | Emma Roberts                                        | Indicado  |
| 2016 | People's Choice Awards                       | Atriz favorita em nova série de TV                                        | Lea Michele                                         | Indicado  |
| 2016 | People's Choice Awards                       | Atriz favorita em nova série de TV                                        | Jamie Lee Curtis                                    | Indicado  |
| 2016 | Golden Globe Awards                          | Melhor Atriz - Série Musical ou Comédia de TV                             | Jamie Lee Curtis                                    | Indicado  |
| 2016 | Satellite Awards                             | Melhor Atriz - Série Musical ou Comédia de TV                             | Jamie Lee Curtis                                    | Indicado  |
| 2016 | Fangoria Chainsaw Awards                     | Melhor atriz coadjuvante na TV                                            | Jamie Lee Curtis                                    | Indicado  |
| 2016 | Make-Up Artists & Hair Stylists Guild Awards | Mini-série de TV (MOW) - Melhor maquiagem contemporânea                   | Eryn Krueger Mekash, Kelley Mitchell, Melissa Buell | Indicado  |
| 2016 | Teen Choice Awards                           | Série de televisão: Comédia                                               | Scream Queens                                       | Indicado  |
| 2016 | Teen Choice Awards                           | Atriz de televisão: Comédia                                               | Emma Roberts                                        | Indicado  |
| 2016 | Teen Choice Awards                           | Atriz de televisão: Comédia                                               | Lea Michele                                         | Indicado  |
| 2016 | Teen Choice Awards                           | Vilã(o) de televisão                                                      | Lea Michele                                         | Indicado  |
| 2017 | Make-Up Artists & Hair Stylists Guild Awards | Série de televisão e novas mídias - Melhor estilo de cabelo contemporâneo | Crystal Cook, Anna Quinn, Ai Nakata                 | Indicado  |
| 2017 | Teen Choice Awards                           | Atriz de televisão: Comédia                                               | Emma Roberts                                        | Indicado  |
| 2017 | Teen Choice Awards                           | Ladrão de cena                                                            | Taylor Lautner                                      | Indicado  |